# Атлантида (департамент Гондурасу)
Атлантида (ісп. Atlántida) — один з 18 департаментів Гондурасу. Розташований на узбережжі Карибського моря, межує з департаментами Колон, Кортес та Йоро.
Площа — 4253 км²; населення — 400 787 осіб (2006). Адміністративний центр — місто Ла-Сейба.
Департамент утворено 1902 року з територій, відокремлених від сусідніх департаментів Колон, Кортес та Йоро.

## Муніципалітети
Департамент поділяється на 8 муніципалітетів:
1. Аризона
2. Ель-Порвенір
3. Еспарта
4. Ла-Сейба
5. Ла-Масика
6. Сан-Франсіско
7. Тела
8. Хутьяпа